# 上泰莱凯什
上泰莱凯什（匈牙利語：Felsőtelekes）是匈牙利包尔绍德-奥包乌伊-曾普伦州所辖的一个村，与下泰莱凯什相邻。总面积8.45平方公里，总人口720，人口密度85.2人/平方公里（2011年1月1日）。